# 我的简史
《我的简史》（英語：My Brief History）是史蒂芬·霍金的一本自传，这本书并未涉及太多的物理定理，仅仅讲述的是霍金的人生。该书由湖南科学技术出版社出版的中文版本入选“2014中国好书”引进版好书榜。

## 介绍
此书描绘了霍金的成长过程，并且还添加了图片，加以考证。使得这本书更像一本故事书，而并非传记（注：此书类别为传记），通过此书可以了解到霍金人生的不幸以及其他遭遇，而并非只让读者沉迷于霍金的贡献。

## 外部评价
英国独立报评价“斯蒂芬·霍金这本坦白不设防的回忆录，详细讲述其非凡的一生。这是第一本他完全凭借一己之力写成的书。《我的简史》一书受到欢迎，并非作为尝试解密宇宙的又一本畅销书，而是作为迄今为止他最私人的书”。
21世纪经济报道则评价为“霍金自传《我的简史》：当今最有名科学家写给世人的告别信。”